# 明治大学大学院先端数理科学研究科・総合数理学部

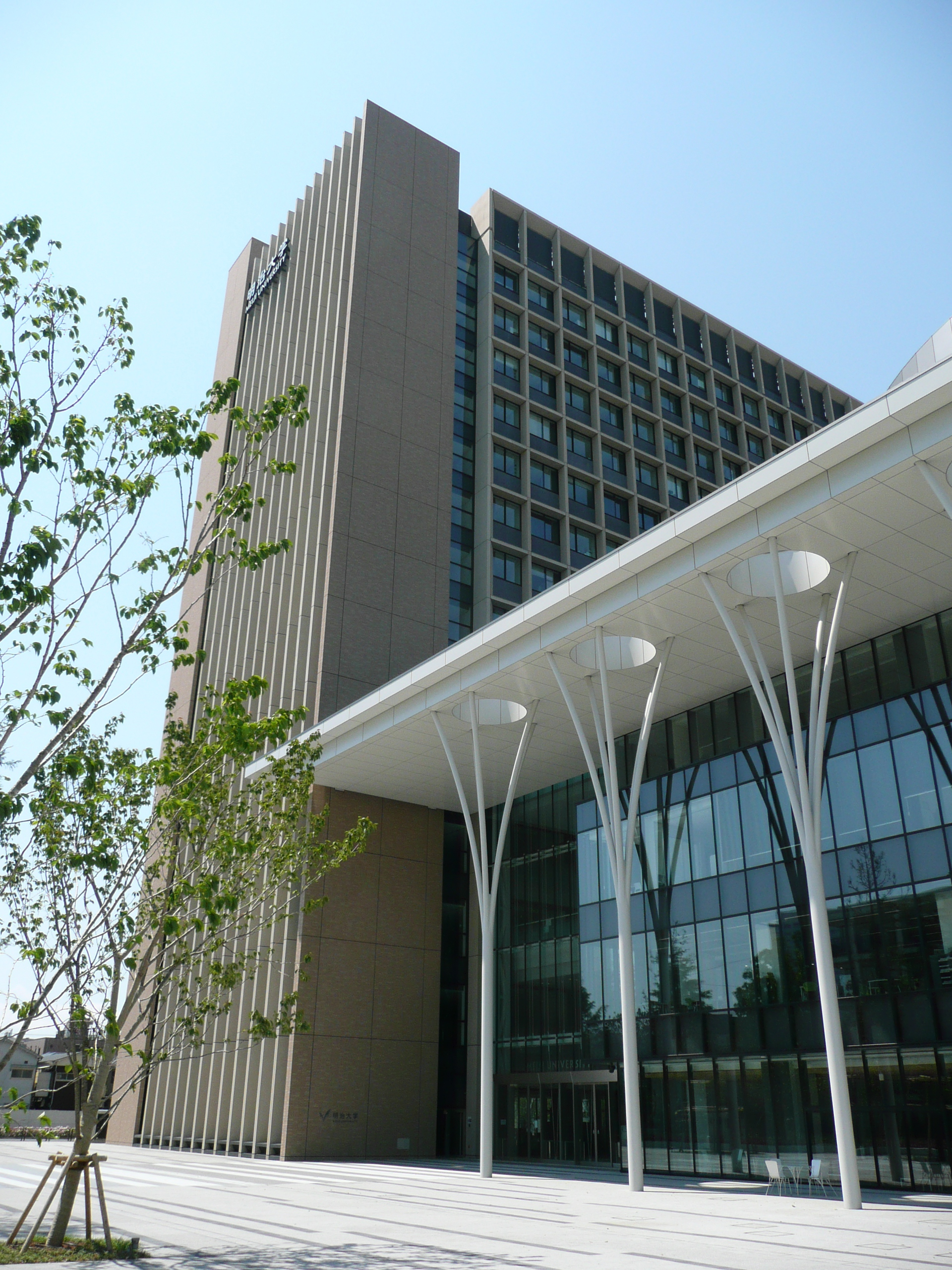
中野キャンパス

明治大学総合数理学部（めいじだいがくそうごうすうりがくぶ、英：School of Interdisciplinary Mathematical Sciences）は、明治大学が設置する学部の一つ。
明治大学大学院先端数理科学研究科（めいじだいがくだいがくいんせんたんすうりかがくけんきゅうか、英：Graduate School of Advanced Mathematical Sciences）は、明治大学大学院に設置されている研究科の一つ。
キャンパスは中野キャンパス。

## 概略
2011年4月、理工学部数学科とMIMS(明治大学先端数理科学インスティテュート)が母体となり、独立研究科として先端数理科学研究科 現象数理学専攻が他専攻に先立って設置された。その後2013年4月に「社会に貢献する数理科学の創造，展開及び発信」を理念を掲げた、総合数理学部が新設され、現象数理学科、先端メディアサイエンス学科、ネットワークデザイン学科の3学科が設置された。2017年4月には先端数理科学研究科に先端メディアサイエンス専攻とネットワークデザイン専攻が増設された。
また、現象数理学科は理工学部の数学科、先端メディアサイエンス学科は情報科学科、ネットワークデザイン学科は電気電子生命学科と関係が深く、総合数理学部が設置された際、それらの学科から移籍してきた教員も多い。

## 沿革
2007年（平成19年）
- 5月30日 - 東京中野区の警察大学校等の跡地（Bブロック）を明治大学が落札。

2007年
- 7月 - 明治大学先端数理科学インスティテュート（MIMS）を設置

2011年（平成23年）
- 4月 - 先端数理科学研究科を開設。

2013年（平成25年）
- 1月 - 警察大学校跡地に明治大学創立130周年記念事業として中野キャンパスを開設[1]

- 4月 - 明治大学に総合数理学部の設置。国際日本学部も中野に移転。中野キャンパスの開校

## 学部・学科
- 現象数理学科

- 先端メディアサイエンス学科

- ネットワークデザイン学科

## 大学院
- 現象数理学専攻

- 先端メディアサイエンス専攻

- ネットワークデザイン専攻

## 関連組織
- 明治大学先端数理科学インスティテュート(MIMS)

## 学部長
- 荒川　薫

## 交通アクセス
中野キャンパス（東京都中野区中野4-21-1）
- JR中央線快速・総武線「中野駅」（駅番号：JC06・JB07）下車、北口より徒歩約8分

- 東京メトロ東西線「中野駅」（駅番号：T01）下車、北口より徒歩約8分